# Mycochaetophora
Mycochaetophora is een geslacht van schimmels uit de familie Ploettnerulaceae. De typesoort is Mycochaetophora japonica.

## Soorten
Volgens Index Fungorum telt het geslacht twee soorten (peildatum maart 2022):
| Soortnaam                 | Auteur(s)                    | Publicatiejaar |
| ------------------------- | ---------------------------- | -------------- |
| Mycochaetophora gentianae | Tak. Kobay., Kasuyama & Nasu | 2009           |
| Mycochaetophora japonica  | Hara & Ogawa                 | 1931           |